# Ihsan Nurî Pasha

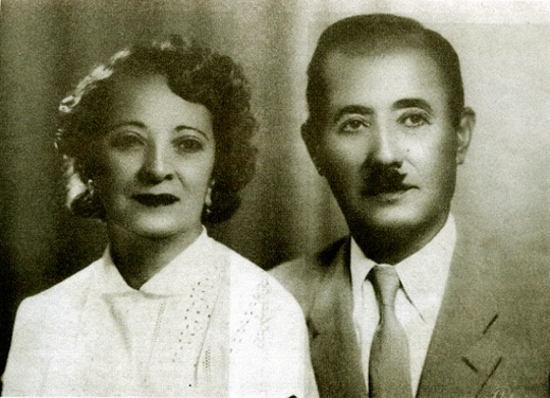
Ihsan Nuri t.h. tillsammans med frun Yashar

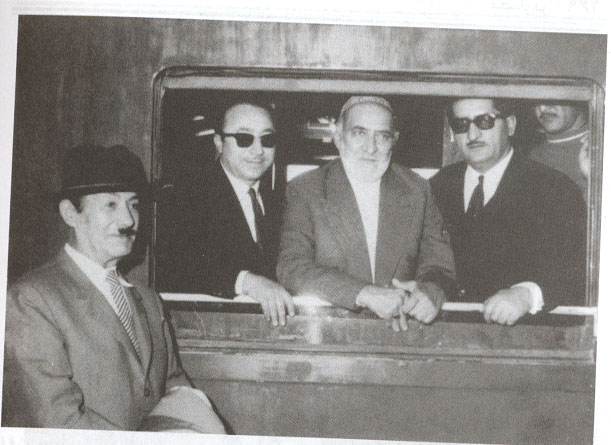

Ihsan Nurî Pasha, född 1893 i Bitlis och död 1976 i Teheran, var en kurdisk revolutionär statsman, general och en av grundarna av Xoybunrörelsen. Han deltog i upprättandet av  Araratrepubliken i norra Kurdistan (östra Turkiet) under 1920-talet. Han var kurdernas första president och anses även vara en respekterad Nationalhjälte. Ataturk beordrade en invasion av Ararat och ville dessutom erövra de kurdiska områden vilket han senare lyckades. Ihsan Nuri stred tillsammans med den kurdiska armén mot Turkiet och förlorade kriget på grund av att den turkiska armén var tungt beväpnad. Efter republikens fall gick Ihsan Nuri och många andra Xoybunmedlemmar i exil i Iran.
Ihsan Nurî Pasha härstammade från Bazîd och var medlem i den kurdiska stammen Celali som traditionellt sedan 1500-talet var kända som revolutionärer.
Den kurdiska Xoybunrörelsen nominerade Ihsan till president.
General Ihsan Nuri Pasha skrev om Araratrevolterna i sin bok La Révolte de L'Agridagh.